# 967
Năm 967 là một năm trong lịch Julius.